# کونگاکوو
کونگاکوو (به لهستانی:  Koniaków) یک روستا در لهستان است که در گمینا ایستبنا واقع شده‌است. کونگاکوو ۱۴٫۶۹ کیلومتر مربع مساحت و ۳٬۵۹۵ نفر جمعیت دارد و ۷۰۰ متر بالاتر از سطح دریا واقع شده‌است.